# Антоновка (Московская область)
Антоновка — деревня в Новопетровском сельском поселении Истринского района Московской области. Население — 7 чел. (2010), зарегистрировано 14 садовых товариществ.
Находится примерно в 30 км на запад от Истры, высота над уровнем моря 297 м. Ближайшая железнодорожная станция — платформа 91 км Рижского направления Московской железной дороги — менее полукилометра.

## Население
| 2002 | 2006 | 2010 |
| ---- | ---- | ---- |
| 1    | ↗5   | ↗7   |